# Reimar Dahlgrün

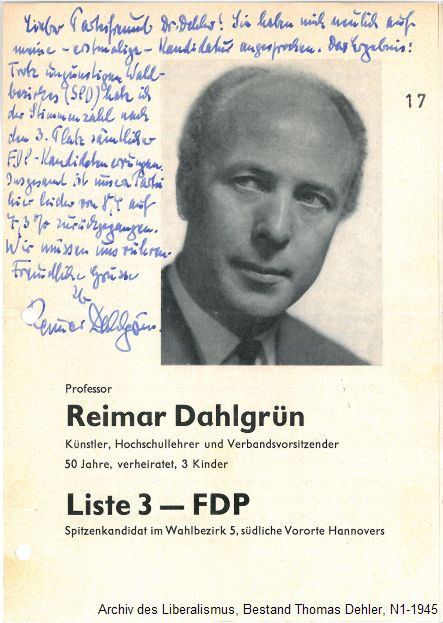
Reimar Dahlgrün an Thomas Dehler auf einem Flugblatt zur Kommunalwahl, September 1964

Reimar Dahlgrün (* 7. April 1914 in Hannover; † 16. April 1982 ebenda) war ein deutscher Pianist, Professor an der Hochschule für Musik, Theater und Medien Hannover und Publizist.

## Leben
Reimar Dahlgrün besuchte in der Zeit der Weimarer Republik das hannoversche Ratsgymnasium  und legte dort sein Abitur ab. Zur Zeit des Nationalsozialismus studierte er von 1933 bis 1938 am Städtischen Konservatorium (heute: Hochschule für Musik, Theater und Medien Hannover) sowie in Berlin an der Hochschule für Musik, wo er unter anderem Klavierunterricht bei Conrad Hansen erhielt oder beispielsweise Dirigieren lernte unter Walther Gmeindl.
Nach dem Ende des Zweiten Weltkrieges und noch vor der Gründung der Bundesrepublik Deutschland leitete Dahlgrün ab 1946 am Städtischen Konservatorium in Hannover eine Klavierklasse und trat daneben am Piano und als Klavierbegleiter auf. Zur Zeit des Wiederaufbaus der durch die Luftangriffe auf Hannover zu 48 % zerstörten Stadt wurde etwa das Filmtheater am Kröpcke 1953 mit einem festlichen Vorspiel Dahlgrüns am Flügel eröffnet.
Ab 1959 wurde Dahlgrün am Städtischen Konservatorium zum Professor erhoben und leitete dort die Abteilung Solistenklassen. Er initiierte den internationalen Austausch der hannoverschen Musikhochschule mit Instituten in Städten wie Brüssel, Kopenhagen oder Mailand. Der Musiker war als Jurymitglied für Musikwettbewerbe gefragt und publizierte in zahlreichen Fachzeitschriften.
Reimar Dahlgrün hatte zeitweilig den Vorsitz inne beim Verband Deutscher Musikerzieher und Konzertierender Künstler sowie beim Landesausschuss Niedersachsen von Jugend musiziert. Zudem war er Vorsitzender des Verbandes der freien Berufe im Lande Niedersachsen. 
Politisch engagierte Dahlgrün sich ab 1964 in der FDP. Er kandidierte zur Kommunalwahl in Niedersachsen 1964 sowie zur Bundestagswahl 1965 erfolglos auf der niedersächsischen Landesliste (Wahlkreis 36, Hannover I).
Als langjähriges Mitglied im Hannoverschen Künstlerverein (HKV) leitete Dahlgrün diesen als Vorsitzender von 1966 bis zu seinem Todesjahr 1982. Sein Nachfolger beim HKV wurde Gotthard Kronstein.

## Ehrungen
- Reimar Dahlgrün wurde mit dem Offizierskreuz des belgischen Ordens Leopolds II. ausgezeichnet.[2]
- Dahlgrün wurde zum Ehrenbürger der Stadt Fort Worth in Texas/Vereinigte Staaten ernannt.[1]